# Мюльхаузен, Людвиг
Людвиг Мю́льхаузен (нем. Ludwig Mühlhausen, 1888, Германская империя — 1956, ФРГ) — немецкий лингвист, кельтолог, руководящий сотрудник Аненербе.

## Биография
Изучал общее и сравнительное языкознание, славянские языки, германистику и санскрит в 1908—1909 гг. в Цюрихе и с 1909 года в Лейпциге. В 1914 году защитил кандидатскую диссертацию. В 1919—1921 гг. работал библиотекарем в гамбургской Библиотеке коммерции. С 1922 года — доцент, с 1928 года — профессор кельтских языков в Гамбурге. Свободно владел гэльским языком.
В 1932 году вступил в НСДАП, в 1933 году — в СА. Считался убеждённым нацистом и по этой причине добился карьерного продвижения: так, в 1936 году он сменил на посту заведующего кафедрой кельтской филологии Берлинского университета Юлиуса Покорного. В том же году возглавил Германское общество по кельтским исследованиям. Назначение Мюльхаузена было связано с неосуществлённым намерением основать Институт кельтологии при Страсбургском университете. 
В 1937 году совершил исследовательскую поездку в Ирландию, где в графствах Слайго и Донегол сделал значительное количество снимков, которые впоследствии использовались в Вермахте.
С началом Второй мировой войны Мюльхаузен был привлечён к пропаганде на Ирландию (с 1940 года вёл радиопередачи в пропагандистской организации Rundfunkhaus), призванной разжечь стремления ирландцев к сепаратизму. В июле 1942 года возглавил исследовательский отдел кельтской филологии Аненербе, а также подотдел "Франция". В задачи отдела входило, помимо стратегических задач, изучение кельтских народов как носителей дохристианской культуры и влияние викингов на ирландцев, валлийцев, скоттов и бретонцев. Редактировал «Журнал по кельтской филологии и этнографии». Считался ведущим немецким кельтологом Третьего рейха. 
В 1943 году перешёл из СА в СС и 13 июля того же года получил назначение в Личный штаб рейхсфюрера СС. В 1944 году выполнял поручения Аненербе во Франции, в частности, в Бретани.

## Сочинения
- Die lateinischen, romanischen, germanischen Lehnworter des Cymrischen, besonders im "Codex Venedotianus" der cymrischen Gesetze. Halle, 1914.
- Die vier Zweige des Mabinogi (Pedeir ceinc y Mabinogi) mit Lesarten und Glossar. Halle, M. Niemeyer, 1925.
- Die kornische Geschichte von den drei guten Ratschlägen. Berlin, 1938.
- Zehn irische Volkserzählungen aus Süd-Donegal mit Übersetzung und Anmerkungen. Halle : Niemeyer, 1939.
- John Strachan: Old Irish paradigms and selections from the Old Irish glosses. Dublin: Royal Irish Academy, 1949. (неоднократно переиздавалась)
- Diarmuid mit dem roten Bart: irische Zaubermärchen. Kassel, 1956.